# Porga Airport
Porga Airport är en flygplats i Benin.   Den ligger i departementet Atacora, i den nordvästra delen av landet, 500 km norr om huvudstaden Porto-Novo. Porga Airport ligger 165 meter över havet.
Terrängen runt Porga Airport är mycket platt. Runt Porga Airport är det ganska glesbefolkat, med 48 invånare per kvadratkilometer..
Omgivningarna runt Porga Airport är huvudsakligen savann.